# Túz Chúrmátú
Túz Chúrmátú (arabsky طوز خورماتو‎, kurdsky دووزخورماتوو, turecky Tuzhurmatu, anglicky Tuz Khurmatu) je město v distriktu Túz v guvernorátu Saladdín v Iráku, které se nachází 88 km jižně od Kirkúku. Ve městě žijí převážně ší'itští Turkomeny a v menšině také Arabové a Kurdové.

## Etymologie
Název města pochází z turkmenského dialektu a znamená sůl a datle.

## Historie
Solventní nafta, ropa a asfalt byly ve městě nalezeny v 18. století.
V 19. století bylo město osídleny Kurdy i Turkomeny. Claudius James Rich navštívil město v roce 1820 a uvedl, že město má 50 000 obyvatel. V roce 1882 město navštívil generálmajor Gerard, který uvedl, že město má bazar, 300 domů a 100 stálých obyvatel. Město bylo dobyto Spojeným královstvím Velké Británie a Irska v květnu 1918, což se místním obyvatelům líbilo.
V roce 1925 žilo ve městě výhradně turkmenské obyvatelstvo s výjimkou několika židovských rodin (35 ze 405 rodin).
Při sčítání lidu v roce 1947 tvořili Kurdové 40 % obyvatelstva.
V roce 1976 byl distrikt Túz oddělen od guvernorátu Kirkúk a připojen ke guvernorátu Saladdín za účelem arabizace. V následujícím roce mělo město 75 737 obyvatel a v roce 1987 se počet obyvatel snížil na 51 998. V roce 1991 zde probíhalo až do potlačení armádou Baasistického Iráku povstání.

### Operace Irácká svoboda
- Dne 2. června 2005 zahynulo při výbuchu v restauraci nejméně 12 lidí a nejméně 40 jich bylo zraněno.[16]
- Dne 23. června 2005 zasáhla hlídku irácké policie dálkově ovládaná bomba nastražená v autě, která zabila jednoho policistu a zranila sedm civilistů.[17]
- Dne 20. září 2005 odpálili povstalci bombu v autě, jejímž cílem byli ší'itští věřící vycházející z mešity. Bomba zabila nejméně 10 lidí a dalších 20 zranila.[18]
- Dne 14. března 2007 zaútočil sebevražedný atentátník na tržnici, kde zabil 8 lidí a 25 zranil.[19]

### Operace Nový úsvit
- Dne 7. září 2020 zahynuli poblíž města první dva američtí občané.[20]

### Po stažení USA aobčanská válka v Iráku
- Dne 27. října 2012 při výbuchu bomby umístěné v autě vedle budovy patřící ší'tské nadace zahynuli dva civilisté a dalších 10 bylo zraněno.[21]
- Dne 17. prosince 2012 došlo ke dvěma po sobě jdoucím výbuchům automobilů v obytné čtvrti poblíž nemocnice, při nichž zahynulo 11 civilistů a 45 dalších bylo zraněno. Útoky byly součástí celostátní vlny násilí, při níž během jediného dne zahynulo téměř 100 lidí.[22]
- Dne 16. ledna 2013 zabil sebevražedný atentátník v kanceláří Kurdské demokratické strany Iráku pět lidí a 40 dalších zranil.[23][24]
- Dne 23. ledna 2013 se během pohřbu příbuzného jednoho z politiků odpálil sebevražedný atentátník, který zabil 42 lidí a dalších 75 zranil.[25][26]
- V listopadu 2015 došlo ve městě ke střetům mezi kurdskými pešmergy a Lidovými mobilizačními sílami, které si vyžádaly 11 mrtvých, přes 20 zraněných a více než 200 poškozených domů v důsledků žhářství členů obou stran.[27] Brzy poté bylo uzavřeno příměří.[28][29]
- Dne 28. listopadu 2015 sebevražedný atentátník odpálil bombu na kontrolním stanovišti ve městě a zabil 6 lidí.[30]